# Что случилось, тигровая лилия?
«Что случилось, тигровая лилия?» (англ. What's Up, Tiger Lily?) — американская шпионская комедия 1966 года, созданная полным наложением нового звукоряда на смонтированные части двух японских шпионских фильмов. Режиссёрский дебют Вуди Аллена.

## Создание
American International Pictures купила японские фильмы «Международная секретная полиция: Бочонок пороха» (1964) и «Международная секретная полиция: Ключ всех ключей» (1965) за $66 000. Однако поняв, что такими третьесортными клонами «Джеймса Бонда» американского зрителя не заманить, представители студии обратились к Вуди Аллену, чтобы тот переозвучил ленты и превратил их в комедии, оценив талант молодого актёра и сценариста по прошлогоднему фильму «Что нового, киска?»
Аллен взялся за работу, пригласив Луизу Лассер (она в этом же году стала его женой) и музыкантов группы «The Lovin' Spoonful». Полностью наложив новый звукоряд и поменяв местами некоторые сцены, удалось превратить серьёзную шпионскую картину о пропавшем микрофильме в комедию об украденном кулинарном рецепте. 
После окончания работы Аллен уяснил себе, что производство своего фильма надо всегда держать под жёстким контролем до самой премьеры: так, во время постпродакшн было значительно увеличено количество музыкальных номеров The Lovin' Spoonful (12 композиций, что позволило группе после выпустить отдельный альбом с саундтреком); 20 из 80 минут фильма, оказалось, озвучивает не сам Аллен, а кто-то с похожим голосом. На всё это Вуди Аллен никакого согласия не давал, и даже хотел подать на студию в суд, но отказался, когда увидел, что фильм полностью окупился и принёс хорошую прибыль.
После «…Лилии» были созданы несколько фильмов, напрямую использующие режиссёрские находки Аллена: «Свирепые женщины — борцы за свободу» (англ. Ferocious Female Freedom Fighters) (1982), «Человек по имени… Рейнбо» (A Man Called… Rainbo) (1990), «Кунг По: Нарвись на кулак» (англ. Kung Pow! Enter the Fist) (2002).

## Сюжет
Фил Московиц — секретный агент-неудачник, нанятый правителем одной маленькой азиатской страны, чтобы отыскать украденный кулинарный рецепт «лучшего в мире яичного салата».
Концовка фильма никак не связана с остальным сюжетом: фотомодель Чина Ли (playmate «Playboy»), которая до этого в ленте нигде не появлялась и не упоминалась, танцует стриптиз. Аллен, лёжа на диване, объясняет зрителю, что он «обещал приткнуть её куда-нибудь в фильме». Во время стриптиза в правом углу экрана идут стандартные титры («Все события и персонажи вымышлены…»), которые заканчиваются словами «Если вы читаете это вместо того, чтобы смотреть на девушку, обратитесь к психиатру или окулисту».
Фильм насыщен каламбурами и шутками, основанными на стереотипах о Востоке.

## В ролях
Всех персонажей фильма озвучили Вуди Аллен, Луиза Лассер и музыканты группы «The Lovin' Spoonful»
- Тацуя Михаси — Фил Московиц, секретный агент, характеризующий себя как «привлекательный изгой и любезный плут»
- Акико Вакабаяси — Суки Яки, красавица, соблазняющая Фила, а потом работающая с ним
- Миэ Хама[англ.] — Тери Яки, сестра Суки, также помогающая Филу
- Тадао Накамару — Шеферд Вонг, главарь банды, укравший рецепт яичного салата
- Сусуму Куробэ[англ.] — Винг Фат, бандит, примкнувший к Филу, чтобы помочь отобрать рецепт у Шеферда
- Чина Ли — стриптизёрша (в титрах не указана)

## Премьерный показ в разных странах[4]
- США — 2 ноября 1966
- Франция — 29 октября 1980
- Испания — 25 мая 1981
- Западная Германия — 16 декабря 1981
- Уругвай — 30 июля 1988